# Antonio Eceiza
Antonio Eceiza Sansinenea, también conocido con las grafías en euskera Antxon Ezeiza Sansinenea o Antxon Eceiza (San Sebastián, Guipúzcoa, España, 4 de septiembre de 1935 – San Sebastián, 15 de noviembre de 2011) fue un director de cine y guionista español, que dirigió once películas entre 1960 y 1995.

## Biografía
Licenciado en Derecho y animador del cineclubismo donostiarra, marchó a Madrid en 1958 para formarse en el Instituto de Investigaciones y Experiencias Cinematográficas. Formó tándem con su amigo Elías Querejeta con el que rodó dos documentales y trabajó en el cine publicitario.
Películas como De cuerpo presente, Último encuentro y Las secretas intenciones le situaron como uno de los más firmes puntales de lo que se dio en llamar «nuevo cine español» de los sesenta.
Entre 1973 y 1978 permaneció en el extranjero. A su regreso fundó la productora Bertan Filmeak que auspició la serie Ikuska. En 1989 rodó Días de humo/Ke arteko egunak, y en 1995 Felicidades, tovarich. Falleció en 2011.

## Filmografía
- Día de paro (1960)
- A través de San Sebastián (1960)
- A través del fútbol (1962)
- Los inocentes (1963 - guionista)
- Último encuentro (1967)
- El próximo otoño (1967)
- De cuerpo presente (1967)
- Las secretas intenciones (1970)
- Mina, viento de libertad (1977)
- El complot mongol (1978), basada en la novela homónima de Rafael Bernal
- Ke arteko egunak (1990)
- Felicidades Tovarich (1995)

## Premios
Festival Internacional de Cine de San Sebastián
| Año  | Categoría            | Película     | Resultado |
| ---- | -------------------- | ------------ | --------- |
| 1989 | Premio San Sebastián | Días de humo | Ganador   |

Medallas del Círculo de Escritores Cinematográficos
| Año  | Categoría          | Película                  | Resultado |
| ---- | ------------------ | ------------------------- | --------- |
| 1960 | Mejor cortometraje | A través de San Sebastián | Ganador   |